# Estádio da Ponta Europa
O Estádio da Ponta Europa (em inglês: Europa Point Stadium) é um estádio multiuso localizado na Ponta Europa em Gibraltar. É o maior estádio deste protetorado britânico, sendo oficialmente a casa onde a Seleção Gibraltina de Futebol manda seus jogos amistosos e oficiais válidos por competições continentais. Sua capacidade máxima é de 8 066 espectadores.

## Histórico
O estádio foi inaugurado em 2019. Situa-se na ponta Europa, a extremidade meridional de Gibraltar, e serve como estádio nacional da Seleção Gibraltina de Futebol.
Substituiu o Estádio Vitória como novo estádio nacional do protetorado britânico após admissão da filiação da Associação de Futebol de Gibraltar à UEFA em maio de 2013.
Em 24 de maio de 2013, Allen Bula, treinador da seleção local, declarou: "Nós esperamos que o trabalho comece em breve, ele será de 10 000 lugares, o que está bem acima dos critérios mínimos da UEFA que são de 8 000. Também vamos ter disposição para expandir, mas ele vai ser um top-classe de espaço que também ajuda alguma de nossas equipes, que podem ser concorrentes no UEFA nível".

## Controvérsias
Existiu oposição considerável quanto à localização do estádio e uma petição foi criada para opor-se ao local do empreendimento. Os nove pontos da petição afirmavam que se o estádio fosse construído na ponta Europa, um dos únicos espaços abertos de televisão que ainda restavam em Gibraltar seria arruinado, assim como as vistas panorâmicas sobre o estreito de Gibraltar, Marrocos e Espanha. A mesma afirmava que o estádio iria mudar o icónico perfil da Rocha e levar a significativos problemas de tráfego em dias de jogo.